# 大山町立光徳小学校

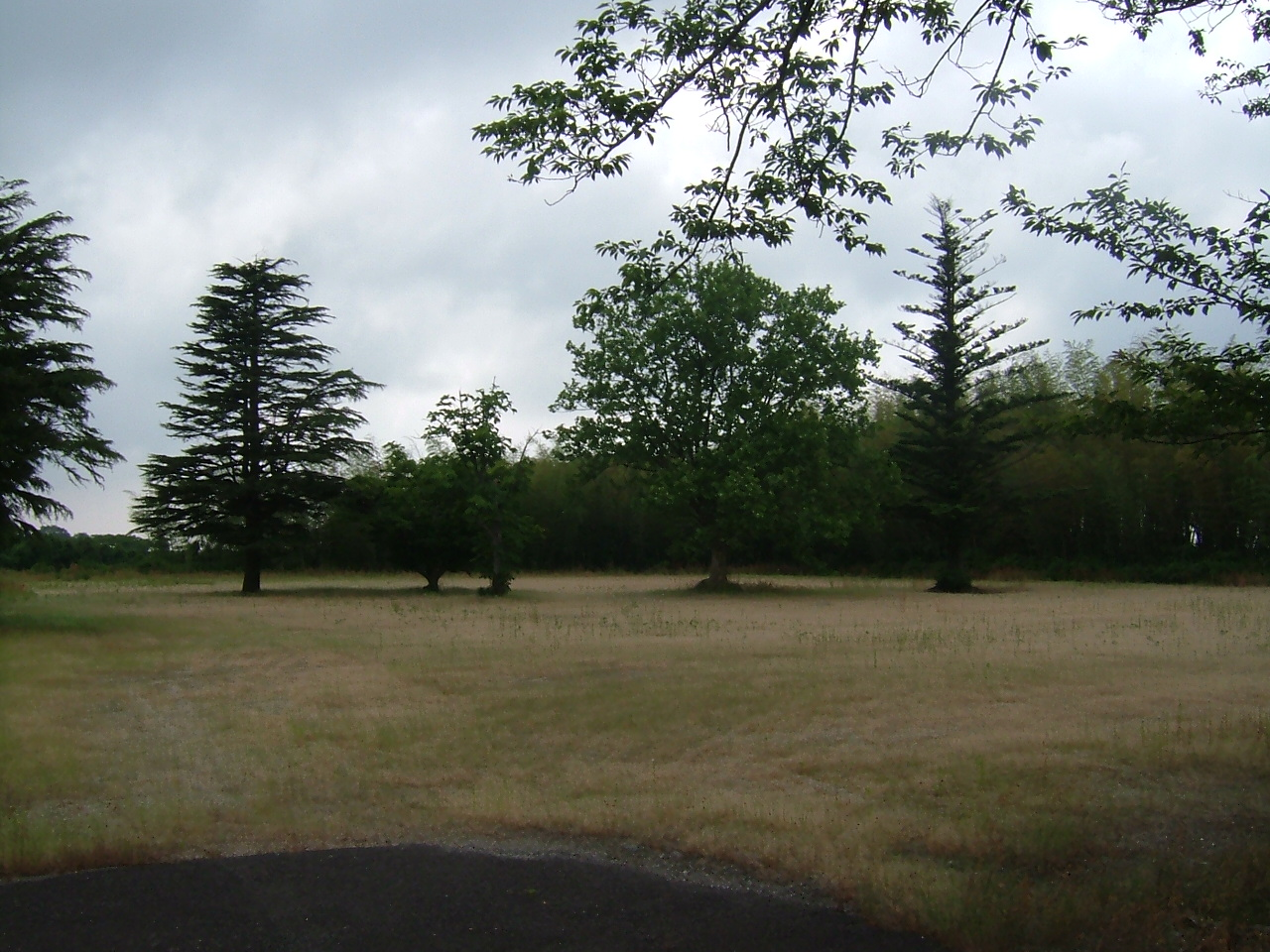
陣構分校跡

大山町立光徳小学校（だいせんちょうりつ こうとくしょうがっこう）は、かつて鳥取県西伯郡大山町東坪にあった公立小学校。
現在は解体されている。

## 概要
2006年3月に大山町立名和小学校（旧）・大山町立庄内小学校との合併に伴い閉校。統合先の名和小学校（新）の新校舎建設の間（2007年まで）は仮校舎（東校舎）として利用していた。
2011年、跡地に大山竹炭工房（後に移転）と金龍プラスチック印刷有限公司が進出していた。

## 沿革
- 1889年（明治22年）12月2日 - 倉谷簡易小学校[5]と東坪簡易小学校[6]を合併し、東坪字上沢に光徳尋常小学校を開校。
- 1914年（大正3年）5月17日 - 校旗制定。
- 1933年（昭和8年）3月8日 - 新校舎落成、二階建て10教室。（旧北校舎）
- 1941年（昭和16年）11月15日 - 光徳国民学校と改称。
- 1946年（昭和21年）12月12日 - 陣構分校開校、橋井好知宅を仮校舎として開校式挙行。
- 1947年（昭和22年）4月1日 - 光徳村立光徳小学校と改称。
- 1950年（昭和25年）5月21日 - 講堂落成。
- 1951年（昭和26年）12月26日 - 新校舎落成、2階建て8教室。（旧南校舎）
- 1952年（昭和27年）1月29日 - 校歌制定。（作詞：林原忠男、作曲：小泉恵）
- 1953年（昭和28年）5月20日 - 陣構分校校舎新築落成。
- 1954年（昭和29年）4月1日 - 町村合併により、名和町立光徳小学校と改称。
- 1958年（昭和33年）10月30日 - 開校30周年記念式挙行。
- 1959年（昭和34年）1月28日 - 校旗新調。（寄贈）
- 1961年（昭和36年）10月30日 - 光徳小学校単独で完全給食を開始。
- 1965年（昭和40年）3月4日 - 制服制定。
- 1966年（昭和41年）11月1日 - 陣構分校で中国地区へき地教育研究大会を開催。
- 1968年（昭和43年）12月2日 - 創立80周年記念式挙行。（視聴覚教育器機の充実）
- 1969年（昭和44年）2月7日 - 西伯郡視聴覚研究会を開催。
- 1976年（昭和51年）12月12日 - 陣構分校開校30周年記念式挙行。
- 1977年（昭和52年）4月10日 - 北校舎新築第1期工事落成式挙行。
- 1978年（昭和53年）
  - 2月28日 - 新体育館落成式挙行。
  - 12月2日 - 創立90周年記念式挙行。（グランドピアノ・記念庭園・児童図書等寄贈）
- 1980年（昭和55年）
  - 3月26日 - 新校舎第2期工事落成式挙行。
  - 不明 - 研究主題「学校と父母の連携と役割」で県教育委員会より地域選定（1980年度～1981年度まで）
- 1982年（昭和57年）4月 - 西伯郡小学校教育研究発表大会開催。テーマ「自ら考え進んで取り組む光徳の子をめざして」
- 1983年（昭和58年）8月5日 - プール竣工式挙行。
- 1984年（昭和59年）10月22日 - 校庭拡張工事竣工。
- 1985年（昭和60年）3月31日 - 陣構分校閉校。
- 1986年（昭和61年）6月22日 - PTA労力奉仕作業により運動場の体力づくり施設完成。
- 1988年（昭和63年）12月4日 - 創立100周年記念式挙行。（記念碑建立・記念植樹・ステージ幕・児童図書等寄贈）
- 1990年（平成2年）
  - 1月 - 「豊かな心を育てる教育」県教育委員会研究指定校。テーマ「生きてつかえる表現力の育成をめざして」
  - 4月4日 - 夜間の学校警備を警備会社に委託。
  - 11月19日 - 優良PTAとして文部大臣表彰を受ける。
- 1991年（平成3年）4月1日 - 知的障害児学級新設。
- 1994年（平成6年）7月1日 - 西伯郡小学校教育研究発表大会開催。テーマ「問題解決の力を育てる算数教育」
- 1995年（平成7年）
  - 8月 - コンピュータ導入。
  - 10月 - 地域環境美化の功績により県知事賞を受ける。
  - 12月 - 体育器具庫新設。
- 1998年（平成10年）
  - 2月 - 「ふるさとふれあい音楽祭」で真子川に由来する神話に基づいた劇（ブラックライト）を米子市公会堂で上演。
  - 12月 - 創立110周年記念式挙行。（校旗新調・野外活動用テント寄贈・記念コンサート開催）
- 2000年（平成12年）
  - 4月 - 情緒障害児学級新設（2001年3月に閉鎖[7]）
  - 7月 - 光徳体験塾に西陣中央小学校児童等39名も参加。
  - 10月6日 - 鳥取県西部地震発生。児童・職員に負傷者なし。校舎柱等に亀裂。
- 2001年（平成13年）12月 - 東坪三区の協力による海岸に学校キャンプ用地を確保。
- 2002年（平成14年）
  - 3月 - PTAと共同により地域マップのガイドブック「歩いてみょいや！光徳」を作成。校区内全戸に配布。
  - 4月 - 情緒障害児学級再設置。
  - 10月 - 6年生乗船体験。
- 2003年（平成15年）3月 - 図書館新設・コンピュータ室新設・職員室移転。
- 2004年（平成16年）3月3日 - 県版環境管理システムISO認定。
- 2005年（平成17年）3月28日 - 三町合併に伴い大山町立光徳小学校と改称。
- 2006年（平成18年）
  - 3月24日 - 光徳小学校をしのぶ会。閉校記念式・修了式挙行。
  - 3月31日 - 統合による閉校。

## 出身人物
- 竹口大紀（大山町長）